# Aegopodium burttii
Aegopodium burttii är en växtart i kirskålssläktet och familjen flockblommiga växter. Den beskrevs av Eugene Nasir 1972.
Arten är en ettårig ört som är endemisk i norra Pakistan.